# Động vật biết đếm

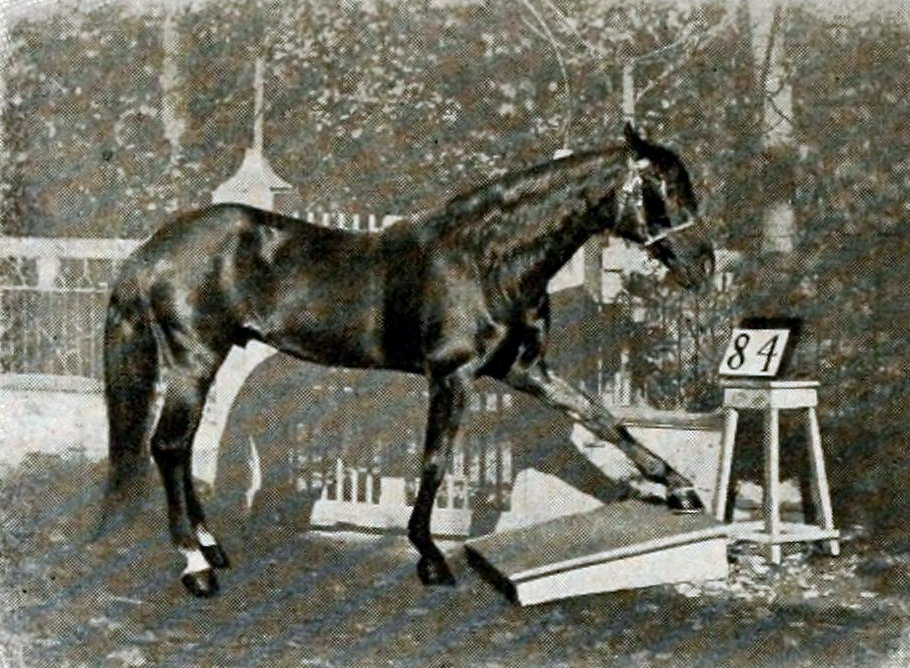
Hình chụp thí nghiệm con ngựa Hans đang trổ tài đếm số, sau này thí nghiệm đó bị cho là ngụy biện

Động vật biết đếm hay còn gọi là cảm giác số ở động vật (Number sense in animals) là khả năng của một cá thể động vật có thể phân biệt (hoặc biểu diễn) số lượng, con số có kích thước tương đối bằng giác quan số. Những động vật được cho là có khả năng biết đếm đã được quan sát thấy ở nhiều loài khác nhau từ các loài cá cho đến linh trưởng. Các loài động vật được cho là có một hệ thống số gần đúng, hệ thống tương tự để biểu diễn số được con người chứng minh, hệ thống đếm số của chúng sẽ chính xác hơn đối với số lượng nhỏ hơn và ít chính xác hơn đối với các giá trị lớn hơn, việc một động vật được cho là có thể đếm được đến con số 3 thì chưa được chứng thực ở các loài động vật trong môi trường hoang dã nhưng có thể được chứng minh sau một thời gian huấn luyện động vật khi chúng được nuôi nhốt.
Để phân biệt ý nghĩa số ở động vật với hệ thống số biểu tượng và bằng lời nói ở người thì các nhà nghiên cứu sử dụng thuật ngữ số lượng (numerosity), thay vì là con số để chỉ khái niệm ước tính gần đúng nhưng không đại diện chính xác về chất lượng số. Cảm giác số ở động vật bao gồm việc nhận biết và so sánh các đại lượng số. Một số phép toán số, chẳng hạn như phép cộng, đã được chứng minh ở nhiều loài, bao gồm cả ở các loài chuột và các loài vượn lớn. Biểu diễn phân số và phép cộng phân số đã được quan sát thấy ở tinh tinh. Một loạt các loài với hệ thống số lượng gần đúng cho thấy nguồn gốc tiến hóa ban đầu của cơ chế này hoặc nhiều sự kiện tiến hóa hội tụ. Dù rằng có những nghiên cứu cho biết khả năng đếm số đã phát triển ở động vật như là một biện pháp thích nghi với môi trường sống, nhưng nhìn chung, khả năng biết đếm ở các loài vật vẫn còn có những ý kiến khác nhau.

## Đại cương
Ở người, đếm số là một trong những khả năng cơ bản, và trong suốt hàng thế kỷ, con người không tin loài vật có thể tính toán cho đến khi có những ví dụ cụ thể thì phát hiện rất nhiều bằng chứng cho thấy rằng không chỉ con người, những động vật khác cũng có thể đếm, như một hoạt động bản năng để sinh tồn. Tốc độ phân biệt có thể tương đương với một số loài chim, loài thú và có thể so sánh với cả con người. Ngoài việc giúp tránh những kẻ săn mồi, khả năng đếm số này còn là công cụ giúp các loài động vật đối phó với một loạt vấn đề nan giải khác, chẳng hạn như tìm bạn tình, kiếm ăn và xác định phương hướng. Theo The New York Times, các nhà khoa học nhận thấy rằng những động vật tiến hóa về chuỗi âm không chỉ có khả năng phân biệt số lớn hay nhỏ mà còn có thể phân biệt số lượng, ví dụ như 2 khác 4, 4 khác 10, và thậm chí 40 khác 60. Tốc độ phân biệt có thể tương đương với một số loài chim, loài thú và có thể so sánh với cả con người
.
Thông qua nguồn dữ liệu từ các quá trình theo dõi và phân tích, giới khoa học đã tổng hợp toàn bộ các nghiên cứu có liên quan đến chủ đề này và đưa ra kết luận từ những loài động vật như ong, chim cho đến sói, có rất nhiều động vật sở hữu khả năng xử lý và thể hiện những thứ tương tự như các con số và những biểu hiện ấy được mô tả như một kỹ năng đếm số, nghiên cứu cũng đề cập đến việc thế mạnh về toán học này cũng giúp cho các loài động vật sinh tồn tốt hơn trong môi trường hoang dã khắc nghiệt. Những chuyên gia trong lĩnh vực khoa học thần kinh thuộc Đại học Tuebingen ở Đức đã tiến hành nghiên cứu gần 150 báo cáo liên quan đến những cách mà các loài động vật nhận thức về con số để có kết luận rằng, khả năng nhận biết con số tồn tại ở hầu hết các loài động vật trên hành tinh, nhất là khả năng sử dụng hệ thống số đếm để tìm thức ăn. Ở những loài vật thường bị coi là con mồi, chúng sử dụng khả năng nhận biết số lượng để có thể gia tăng khả năng thoát khỏi nanh vuốt của kẻ đi săn như loài nai sừng tấm thường hay phân tán thành các đàn nhỏ hoặc tụ tập thành một đàn lớn để tránh gặp phải sói mà trong ngành sinh vật học đã mô tả hành vi này là chiến thuật an toàn về số lượng hay còn gọi là số đông an toàn.

## Những ghi nhận

### Loài thú
Ghi nhận sớm nhất là chú ngựa Clever Hans (Hans thông minh) trình diễn khả năng giải toán của mình vào năm 1907 bằng cách gõ guốc xuống sàn. Vào đầu thế kỷ 20, Wilhelm von Osten đã trở nên nổi tiếng nhưng còn quá sớm, đã tuyên bố khả năng đếm giống như con người ở động vật dựa trên ví dụ về con ngựa tên là Hans của ông nhưng ngày nay bị bác bỏ vì nó được cho là do một sự ngụy biện về phương pháp luận, mà sau vụ này được đặt tên là hiện tượng Clever Hans. Von Osten tuyên bố rằng con ngựa của ông ta có thể thực hiện các phép tính số học được diễn đạt cho mọi người bằng cách con ngựa sẽ gõ móng xuống đất với số lần tương ứng với câu trả lời. Khả năng rõ ràng này đã được chứng minh nhiều lần trước sự chứng kiến của chủ ngựa và nhiều khán giả. Tuy nhiên, sau một cuộc điều tra nghiêm ngặt của Oskar Pfungst vào thập kỷ đầu tiên của thế kỷ 20, khả năng của Hans không phải là số học về bản chất, mà là khả năng diễn giải những thay đổi vô thức tối thiểu trong ngôn ngữ cơ thể. Ngày nay, khả năng số học của Clever Hans thường bị bác bỏ và trường hợp này như một lời nhắc nhở cho cộng đồng khoa học về sự cần thiết của việc kiểm soát chặt chẽ đối với kỳ vọng của người thực nghiệm trong các thí nghiệm trên động vật.
Có nhiều bằng chứng cho thấy một số loài động vật linh trưởng cảm nhận về con số giống như con người. Các nghiên cứu đã chỉ ra rằng các loài linh trưởng chia sẻ các thuật toán nhận thức tương tự để không chỉ so sánh các giá trị số mà còn mã hóa các giá trị (hay trị số) đó dưới dạng tương tự. Trên thực tế, nhiều thí nghiệm đã chứng minh rằng khả năng về số lượng của động vật linh trưởng có thể so sánh với con người. Khái niệm vượt trội về số lượng xã hội tồn tại trên nhiều loài linh trưởng và thể hiện sự hiểu biết về sức mạnh về số lượng, ít nhất là theo một cách so sánh. Những ghi nhận về khả năng đếm số là ở loài tinh tinh, một họ hàng với con người. Người ta có thể dạy tinh tinh liên kết một nhóm đồ vật với một con số cụ thể trong bộ số Ả Rạp 1 chữ số. Ngoài ra, tinh tinh có thể biết 3 bình phương có mối liên hệ với 3, 5 bình phương có mối liên hệ với 5. Tinh tinh còn có thể sắp xếp các chữ số theo một thứ tự nhất định.
Các nhà khoa học của Đại học Duke ở Mỹ chứng minh rằng, khỉ Rhesus có tên khoa học là Macaca mulatta (khỉ đàn) có khả năng xác định nhóm có nhiều vật thể nhất trong số nhiều nhóm, mà mức độ chính xác của chúng không đổi sau nhiều lần lựa chọn Nhà động vật học Elizabeth Brannon của Đại học Duke ở Mỹ nghiên cứu hành vi nhận thức của vượn cáo bằng một số thử nghiệm chứng minh rằng vượn cáo đuôi chuông có thể sắp xếp các số theo thứ tự tăng hoặc giảm dần, một loài khác là vượn cáo mongoose có khả năng nhật biết sự thay đổi số lượng vật thể (tăng hoặc giảm) trong môi trường xung quanh. Ở loài sói xám, chúng cần phải biết rõ về số lượng cá thể trong đàn để có thể tiến hành kế hoạch săn mồi phù hợp, một đàn sói gồm khoảng 6-8 con thì thích hợp cho việc săn nai sừng xám hoặc nai sừng tấm, và nếu muốn săn một con bò rừng Bison, số lượng sói trong đàn cần có là khoảng 13 con. Trong câu chuyện Totem sói, cũng có chi tiết chú ý khi những đàn sói trên thảo nguyên trước khi muốn tấn công trại gia súc, chúng sẽ tru thăm dò, khi đàn chó canh gác sủa inh ỏi, sói sẽ nghe và đoán biết số lượng của những con chó canh để có hành động.
Nhiều loài động vật còn có khả năng sử dụng chiến thuật thăm dò số lượng để đánh giá sức mạnh và số lượng của đối thủ trước khi đưa ra quyết định nên hay không nên tham gia vào một cuộc chiến tranh giành lãnh thổ hoặc giành bạn tình. Sư tử ở Serengeti rất giỏi trong việc này, chúng có thể biết được nhóm của mình có đông hơn nhóm khác hay không. Chúng tấn công và bảo vệ chống lại những con sư tử trong bầy khác, nhưng chỉ khi chúng đông hơn đối thủ Ngoài khả năng săn mồi thượng thặng, sư tử còn có khái niệm rõ ràng về số lượng dù chúng thực sự không biết đếm như con người, nhưng lũ sư tử còn có thể nhận biết bao nhiêu sư tử đã lạc bầy vì dù chúng không thể đếm chính xác nhưng chúng có thể phân biệt giữa "khá nhiều" và "rất nhiều" nên trong các trường hợp phát hiện có con lạc bầy, tùy thuộc vào số lượng, mà con đầu đàn sẽ gầm to hay nhỏ để gọi chúng về. Chúng nổi tiếng với khả năng có thể nhận biết tín hiệu được đưa ra thông qua tiếng gầm từ các con sư tử cái ở gần đó trước khi đưa ra quyết định nên hay không nên tham chiến.
Những nghiên cứu cho thấy tiếng gầm đáp lại của các con sư tử phụ thuộc vào số lần phát ra tiếng gầm từ nơi khác, sư tử phản ứng dựa trên dự đoán về số lượng đối thủ hay bè bạn mà chúng sắp gặp, cách thức nhận biết số lượng cũng như phản ứng của sư tử đực và sư tử cái rất khác nhau. Lũ sư tử cái chú trọng đến số lượng đối thủ mà chúng sắp phải đối đầu trong khi lũ sư tử đực thì ước lượng số sư tử cái trong bầy thù địch để liệu bề mà giết chết con của chúng khi tấn công, nên lũ sư tử cái tỏ ra đặc biệt lo lắng nếu chúng nghe thấy tiếng gầm của sư tử đực của bầy bên kia. Trong hầu hết các cuộc xung đột, sư tử cái sẽ cố chạy thoát cùng bầy con. Nếu không thể thoát được, chúng sẽ tụ lại để bảo vệ sư tử con. Ngược lại nếu nhận ra tiếng gầm đó là của một con sư tử cái, chúng sẽ nhanh chóng chạy đến gây hấn, nhưng nếu chúng nhận ra đến 3 tiếng gầm của 3 con cái khác nhau, chúng sẽ di chuyển chậm và thận trọng hơn. Khi đó, quyết định tấn công hay không sẽ được đưa ra dựa vào việc dự đoán số lượng con trưởng thành có thể bảo vệ cả đàn so với số lượng cá thể tiến hành tham chiến của đàn đối thủ.

### Loài chim
Gà cũng được cho là động vật biết đếm, chúng biết phân biệt bên trái, bên phải và chọn bên có số lượng lớn hơn. Nếu đàn gà bị tách làm nhiều nhóm, gà con thường chạy sang nhóm đông nhất. Các nhà khoa học của Đại học Padova thuộc Ý là Rosa Rugani và Lucia Regolin đã phát hiện ra rằng gà con có thể phân biệt các số, làm phép cộng và trừ đơn giản. Loài sâm cầm Bắc Mỹ có hành vi khá phổ biến là đẻ trứng nhờ vào tổ khác để những con khác ấp trứng và nuôi nấng con cái của chúng và để ngăn chặn nguy cơ bị lừa, sâm cầm phát triển một khả năng đặc biệt là chúng sẽ đếm và nhớ số lượng trứng trong tổ sau mỗi lần đẻ, nên sâm cầm có thể phát hiện trứng lạ nếu nó xuất hiện.

### Lưỡng cư
Vào những đêm trong kì sinh sản, loài ếch đực Túngara ở miền Trung Mỹ tranh nhau thể hiện tài năng của mình nhiều giờ liền để thu hút ếch cái như một hình thức khoe mẽ, chúng thi thố tiếng nghiến răng, giống như con người chơi trò có thể nói bao nhiêu chữ trong một hơi và chúng thi nhau kêu lên, con ếch cái chỉ việc ngồi nghe và đếm, sau đó sẽ chọn giao phối với ếch đực nào có số lần nghiến răng nhiều nhất, do đó, các nhà khoa học cho rằng rõ ràng ếch có thể cảm giác những con số. Ngoài ra, họ cũng tìm ra các tế bào đặc biệt trong não của những loài lưỡng cư mà có thể tính toán được tính hiệu âm thanh cũng như khoảng thời gian nghỉ giữa chúng. Nhà tâm lý học Claudia Uller của Đại học Essex thuộc Anh thử nghiệm khả năng đếm của loài kỳ nhông lưng đỏ tại Mỹ bằng những ống đựng ruồi giấm nhận thấy chúng có thể phân biệt những ống có 1, 2 và 3 con ruồi khi chỉ đưa ra những ống có 3 và 4 con ruồi thì chúng trở nên lúng túng, khi tiếp tục tăng số ruồi trong ống lên tới 16 và nhận thấy các con vật lại tiếp tục phân biệt được các số từ 5 tới 16. Loài cóc tía phương Đông sử dụng phương thức được gọi là hệ thống số gần đúng để lựa chọn giữa vô số các loại thức ăn khác nhau. Đối với các loài cóc/ếch/nhái, việc lựa chọn phần ăn có 3 hay 4 con mồi đều là như nhau, nhưng khi số lượng con mồi lại chênh lệch kiểu 3:6 hay 4:8, chúng sẽ luôn chọn phần có số lượng lớn hơn.

### Loài cá
Loài cá cũng có thể đếm. Chúng ta vẫn biết những loài cá nhỏ thường sống theo đàn, càng đông càng dễ trốn thoát kẻ thù vì yêu cầu thiết yếu của cuộc sống khiến chúng tính toán nhanh. Ví dụ những loài cá nước ngọt thường có thể nhận thấy số lượng 4 con cá là khác với số lượng 5 con cá, hoặc 8 con cá không giống với 10 con cá, do đó cá sẽ chọn bơi theo đàn đông hơn, cụ thể là loài cá ba gai (Gasterosteus aculeatus) có khả năng phân biệt lớn hơn: chúng có thể nhận thấy sự khác nhau giữa nhóm 6 con cá và nhóm 7 con, hay nhóm 18 con và nhóm 21 con một cách nhanh chóng Christian Agrillo và cộng sự tại Đại học Padova của Ý nhận thấy cá ăn muỗi (Gambusia affinis) có thể phân biệt được những đàn cá có nhiều cá thể hơn với nhiều thử nghiệm cụ thể chứng minh rằng cá ăn muỗi có thể phân biệt các số từ 1 tới 16.

### Côn trùng
Nhiều loài nhện trong phân họ Araneidae có thể đếm được bao nhiêu miếng mồi đang được cất giữ trong tổ của chúng, khi thức ăn của chúng bị lấy trộm  nhện sẽ đi kiếm với thời gian tỉ lệ thuận với số lượng mồi bị mất. Ong mật là loài côn trùng đầu tiên có cơ hội chứng minh rằng chúng có cảm giác về số khi một nhà khoa học của Đại học Wurzburg ở Đức và cộng sự nhận thấy ong mật có khả năng phân biệt các nhóm gồm 1, 2, 3, 4 và 5 vật thể, tuy nhiên, chúng chỉ phân biệt được hai nhóm, nếu nhìn thấy ba nhóm vật thể trở lên, ong sẽ lúng túng do đó, khả năng nhận biết con số cũng đã được chứng minh tồn tại ở loài ong mật, khi mà chúng sử dụng khả năng này để ghi nhớ số lượng những chướng vật trên hành trình từ tổ ong đến nơi chúng kiếm mật, từ đó giúp chúng có thể nhớ đường trở về tổ và loài kiến sa mạc (Cataglyphis fortis) cũng sử dụng cách đếm bước chân để xác định quãng đường từ tổ của chúng đến nơi kiếm ăn.